# Ібраїмов Єрмахан Сагійович
Єрмахан Сагійович Ібраїмов (каз. Ыбрайымов Ермахан Сағиұлы, нар. 1 січня 1972, Жамбильська область, КРСР) — казахський боксер, заслужений майстер спорту Республіки Казахстан з боксу, олімпійський чемпіон (2000 рік) та бронзовий призер Олімпіади (1996). Призер чемпіонатів світу та чемпіон Азії (1998). Головний тренер збірної Казахстану з боксу (2002—2004).

## Любительська кар'єра
На чемпіонаті світу 1995 програв в першому бою Жолту Ердеї (Угорщина).
На чемпіонаті Азії 1995 здобув чотири перемоги і став переможцем.
 Олімпійські ігри 1996 
- 1/16 фіналу: Переміг Ніка Фарелла (Канада) — 15-4
- 1/8 фіналу: Переміг Гендріка Сімангунсона (Індонезія) — RSC
- 1/4 фіналу: Переміг Маркуса Беєра (Німеччина) — 19-9
- 1/2 фіналу: Програв Альфредо Дуверхелю (Куба) — 19-28

 Чемпіонат світу 1997 
- 1/16 фіналу: Переміг Ікрома Бердиєва (Узбекистан) — 10-1
- 1/8 фіналу: Переміг Еміла Крастева (Болгарія) — RSC 1
- 1/4 фіналу: Переміг Мухаммеда Хікала (Єгипет) — RSC 4
- 1/2 фіналу: Переміг Ерджумента Аслана (Туреччина) — RSCH 2
- Фінал: Програв Альфредо Дуверхелю (Куба) — 7-9

На Кубку світу 1998 програв у півфіналі Хуану Ернандес Сьєррі (Куба).
На Азійських іграх 1998 переміг трьох суперників і став переможцем.
 Чемпіонат світу 1999 
- 1/8 фіналу: Переміг Аднана Чатича (Німеччина) — 5-4
- 1/4 фіналу: Переміг Клаудіо Перуджино (Італія) — RSC 4
- 1/2 фіналу: Програв Хорхе Гутьєррес Еспіноса (Куба) — 11-12

На чемпіонаті Азії 1999 став чемпіоном вдруге.
 Олімпійські ігри 2000 
- 1/16 фіналу: Переміг Юсіфа Массаса (Сирія) — RSC
- 1/8 фіналу: Переміг Хелі Янеса (Венесуела) — RSC
- 1/4 фіналу: Переміг Хуана Ернандеса Сьєрру (Куба) — 16-9
- 1/2 фіналу: Переміг Джермейна Тейлора (США) — RSC
- Фінал: Переміг Мар'яна Сіміона (Румунія) — 25-23